# Karlsfest

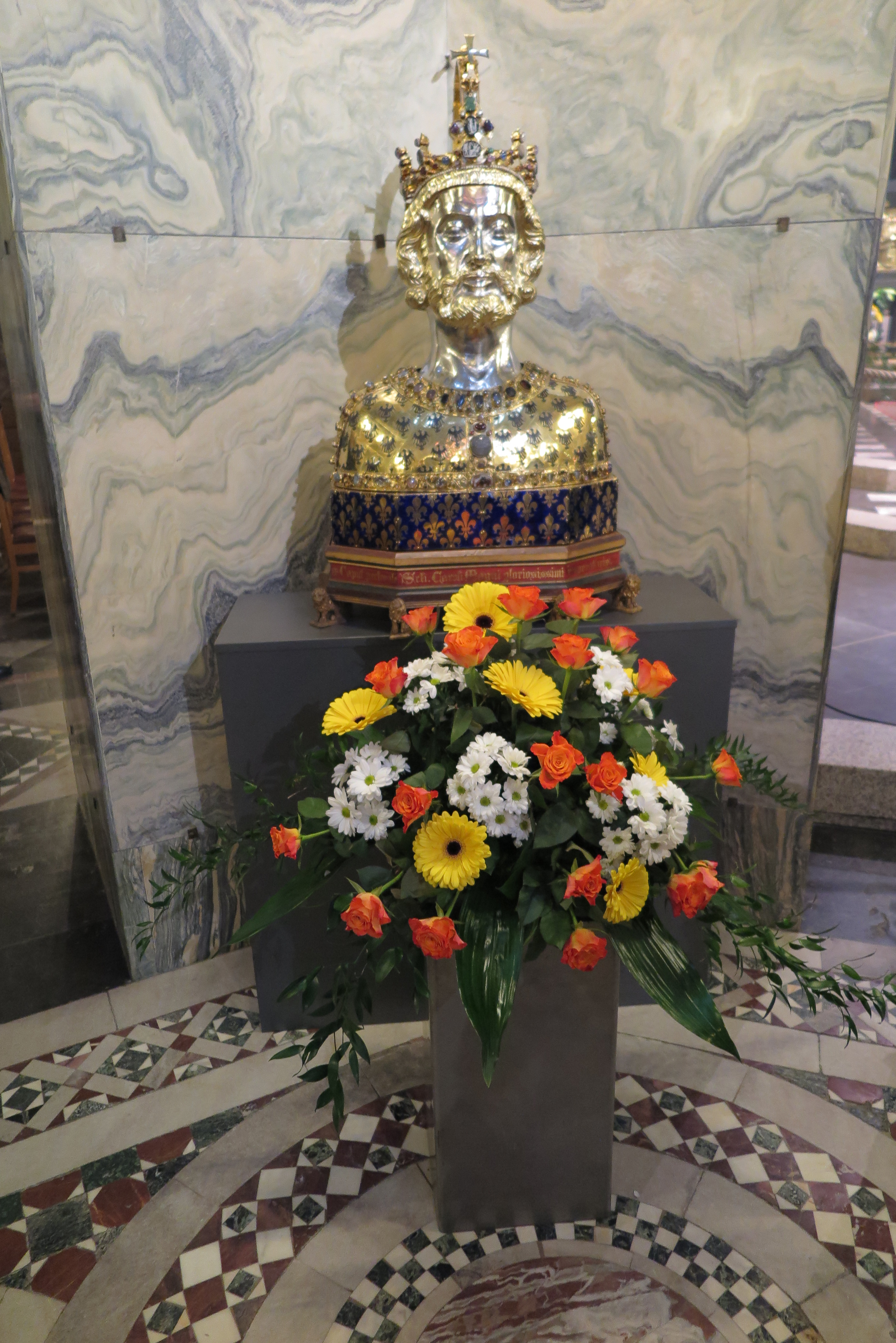
Büstenreliquiar Karls des Großen, zum Karlsfest aufgestellt im Oktogon des Doms zu Aachen

Das Karlsfest ist ein Stadt- und Volksfest, das alljährlich in Aachen am letzten Januarsonntag gefeiert wird. Namensgeber des Festes ist Karl der Große, der am 28. Januar 814 in Aachen starb.

## Feierlichkeiten

### Liturgisches
Im Aachener Dom, dessen Gründung auf die unter Karl dem Großen errichtete Pfalzkapelle als spirituelles Zentrum seines Reiches zurückgeht und der von 936 bis 1531 Krönungsstätte 31 römisch-deutscher Könige war, wird der Todestag von der katholischen Kirche feierlich als lokales Hochfest begangen.
Das Pontifikalamt wird in der Regel von einem Bischof aus dem europäischen Ausland unter Teilnahme des Aachener Episkopats und Domkapitels zelebriert. In der Homilie steht im Allgemeinen die Idee und Erinnerung eines im Christentum geeinten Europas, wie Karl es mit seiner Herrschaft anstrebte, im Zentrum. Ebenfalls nehmen regelmäßig die Ritter vom Heiligen Grab zu Jerusalem der diözesanen Komturei Carolus Magnus sowie die Karlsschützengilde am Gottesdienst teil.
Zu den Besonderheiten der Liturgie gehören neben der Karlssequenz aus dem zwölften Jahrhundert, die in anderer Vertonung als Schlusslied in Form der Stadthymne Urbs Aquensis erklingt, die Kaiserlaudes, ein aus karolingischer Zeit stammender lateinischer Gesang, in welchem unter Anrufung diverser Heiliger Fürbitten für die Kirche, das deutsche Volk, den Papst, den Bischof von Aachen und alle Regierenden wie auch Huldigungsrufe an Christus vorgetragen werden.
Ein sehr ähnliches Pontifikalamt, das Karlsamt, wird jedes Jahr am letzten Samstag im Januar in Frankfurt am Main gehalten.

### Weltliche Feierlichkeiten
Im Anschluss an die liturgischen Feierlichkeiten erfolgt eine alljährliche Generalversammlung der Karlsschützengilde im Krönungssaal des Aachener Rathauses. Für die Öffentlichkeit besteht die Möglichkeit einer kostenlosen Besichtigung des Rathauses, darunter der Krönungssaal, das Dienstzimmer des Oberbürgermeisters, der Weiße Saal, der Friedenssaal, die Werkmeisterküche und das Werkmeistergericht sowie die Eingangshalle des Rathauses. Nur zu dieser Gelegenheit können die den Besuchern ansonsten verborgenen Räumlichkeiten besichtigt werden. Traditionell wird zum Karlsfest von der Aachener Fleischerinnung die überregional bekannte Karlswurst angeboten, eine kulinarische Besonderheit in Gestalt von Mettenden, die mit Zutaten hergestellt werden, die der Landgüterverordnung Karls des Großen, der Capitulare de villis vel curtis imperii, entnommen sind.

## Hintergrund
Karl der Große wurde 1165 auf Betreiben Friedrich Barbarossas mit Billigung von Gegenpapst Paschalis III. durch Rainald von Dassel heiliggesprochen; jedoch wurde die Heiligsprechung von Papst Alexander III. nicht anerkannt. Seit 1176 wird die Verehrung als Seliger geduldet: Sie ist offiziell „gestattet, nicht anerkannt“; daher ist Karl nicht im Martyrologium Romanum verzeichnet. Folglich darf Karl bis zum heutigen Tag per Dekret der Amtskirche nur in Aachen und Osnabrück als Seliger verehrt werden.